# Steigerwald-Panoramaweg
Der Steigerwald-Panoramaweg ist ein im September 2009 neu konzipierter und etwa 161 Kilometer langer zertifizierter Wanderweg in Franken. Der Wanderweg ist in 9 Etappen unterteilt.

## Verlauf
Der Wanderweg beginnt in der Nähe der Frankentherme in Bad Windsheim. Anschließend verläuft der Panoramaweg in nordöstlicher Richtung und passiert das Waldgebiet Gräfholz. Daraufhin überquert der Weg in Oberntief den Bach Tief, einen Zufluss der Aisch um anschließend in westlicher Richtung ein größeres Waldgebiet zu durchqueren. Nach einigen Kilometern erreicht der Wanderweg mit dem Hohen Landsberg und dem Scheinberg seine höchsten Punkte. Von dort aus hat man, ähnlich wie vom Bullenheimer Berg eine gute Aussicht über das Weinanbaugebiet Franken. Danach überquert der Panoramaweg den Schwanberg mit dem Schloss Schwanberg. Daraufhin verläuft der Pfad in östlicher Richtung durch ein Waldgebiet, um anschließend mit dem Friedrichsberg ein weiteres bekanntes Ausflugsziel zu erreichen. Danach überquert er den Schönberg und passiert den Ort Gräfenneuses, wo sich der Aussichtspunkt Glößberg befindet. Nach ein paar weiteren Kilometern erreicht der Steigerwald-Panoramaweg den Weinort Handthal, wo sich mit dem Stollberg der höchste Weinberg Frankens und das Steigerwaldzentrum befinden. Danach verläuft er in nördlicher Richtung und erreicht mit dem Baumwipfelpfad in Ebrach ein weiteres großes Highlight der Tour.
Der weiterhin an der Steigerwald-Westkante verlaufende Weg erreicht nach ein paar weiteren Kilometern den Ort Michelau im Steigerwald mit dem Zabelstein. Am Berg befindet sich eine Schenke, die Ruine Zabelstein sowie ein Aussichtsturm. Daraufhin überquert er die beiden Knetzberge, den Großen und den Kleinen Knetzberg, die bereits von den Kelten besiedelt wurden. Anschließend passiert er die Ruine Ebersberg sowie die Orte Ober- und Unterschleichach, wo sich einer der wenigen Skilifte im Steigerwald befindet. Danach verläuft der Wanderweg südlich vom Main, vorbei an Eltmann in Richtung Bamberg. Nach 161 km endet der Wanderweg im westlichen Teil der Stadt Bamberg. Der höchste Punkt liegt auf dem 499 Meter hohen Scheinberg und der niedrigste im Steigerwaldvorland.

## Etappen
| Etappe | Von                     | Nach                    | km   |
| ------ | ----------------------- | ----------------------- | ---- |
| 1.     | Bad Windsheim           | Herbolzheim             | 12,0 |
| 2      | Herbolzheim             | Bullenheim              | 14,2 |
| 3      | Bullenheim              | Iphofen                 | 19,5 |
| 4.     | Iphofen                 | Abtswind                | 16,4 |
| 5.     | Abtswind                | Ebrach                  | 16,4 |
| 6.     | Ebrach                  | Michelau im Steigerwald | 15,4 |
| 7.     | Michelau im Steigerwald | Eschenau                | 19,0 |
| 8      | Eschenau                | Eltmann                 | 23,7 |
| 9      | Eltmann                 | Bamberg                 | 24,7 |

Quelle:

## Orte am Wanderweg
- Bad Windsheim
- Herbolzheim
- Hüttenheim
- Mönchsondheim
- Markt Einersheim
- Iphofen
- Abtswind
- Castell
- Gräfenneuses
- Kleingressingen
- Ebrach
- Handthal
- Michelau im Steigerwald
- Prüßberg
- Oberschwappach
- Ebersberg
- Oberschleichach
- Unterschleichach
- Oberaurach
- Eltmann
- Bamberg

Quelle:

## Erhebungen am Wanderweg

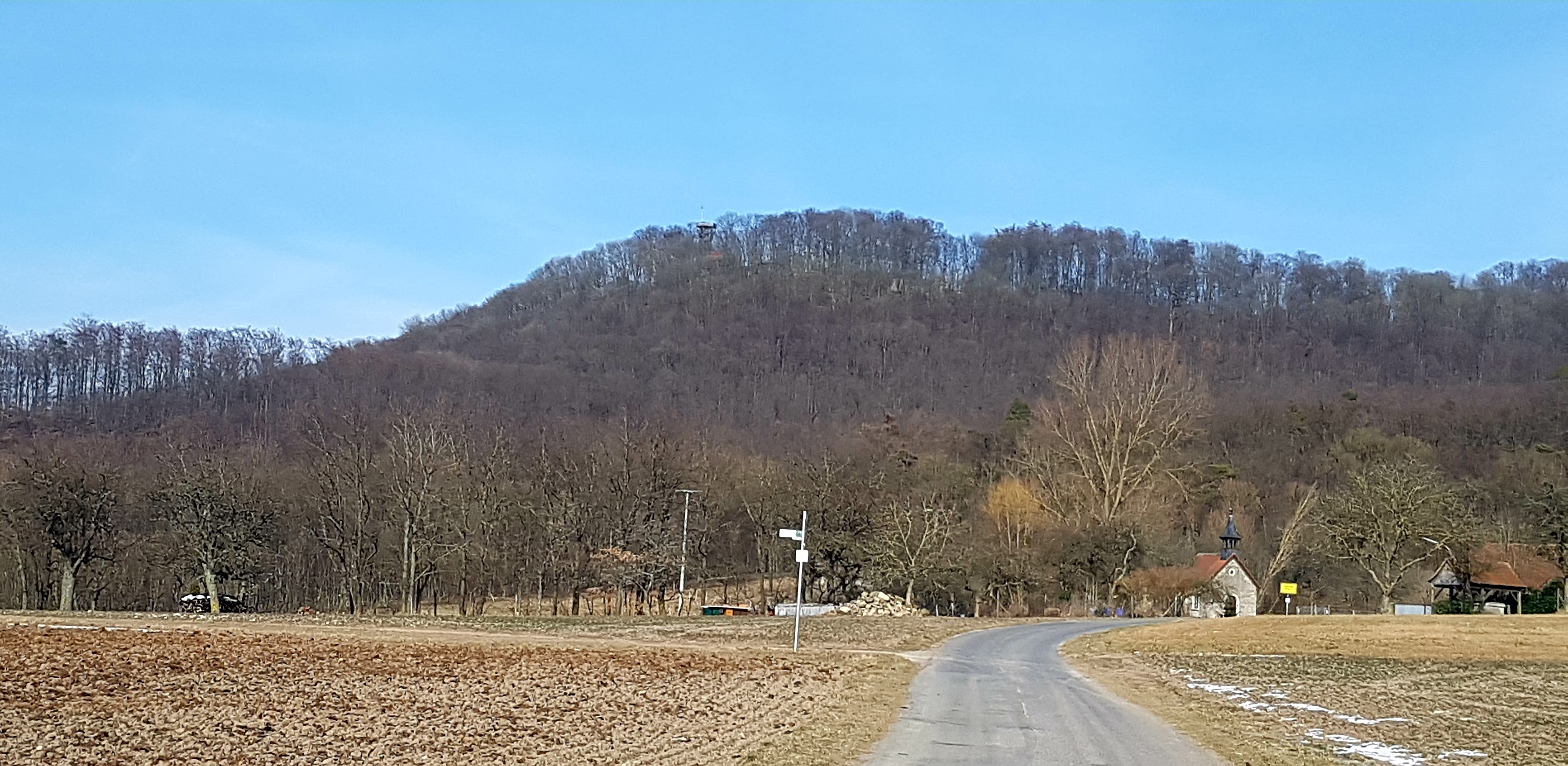
Zabelstein
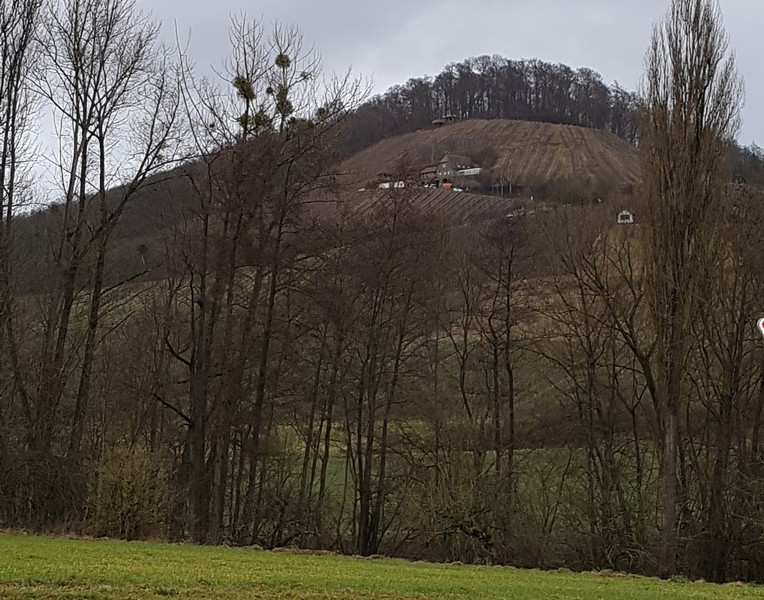
Stollberg
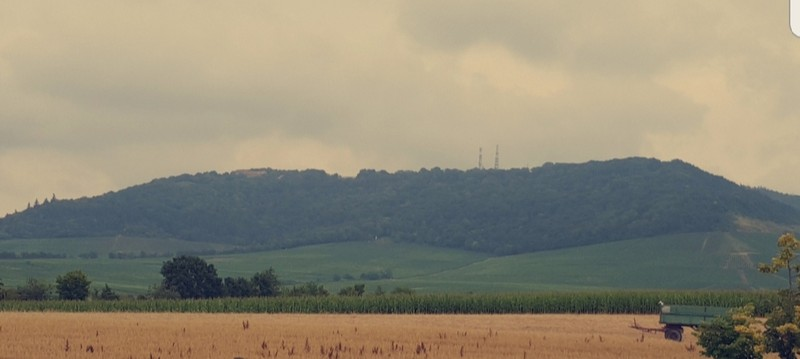
Schwanberg
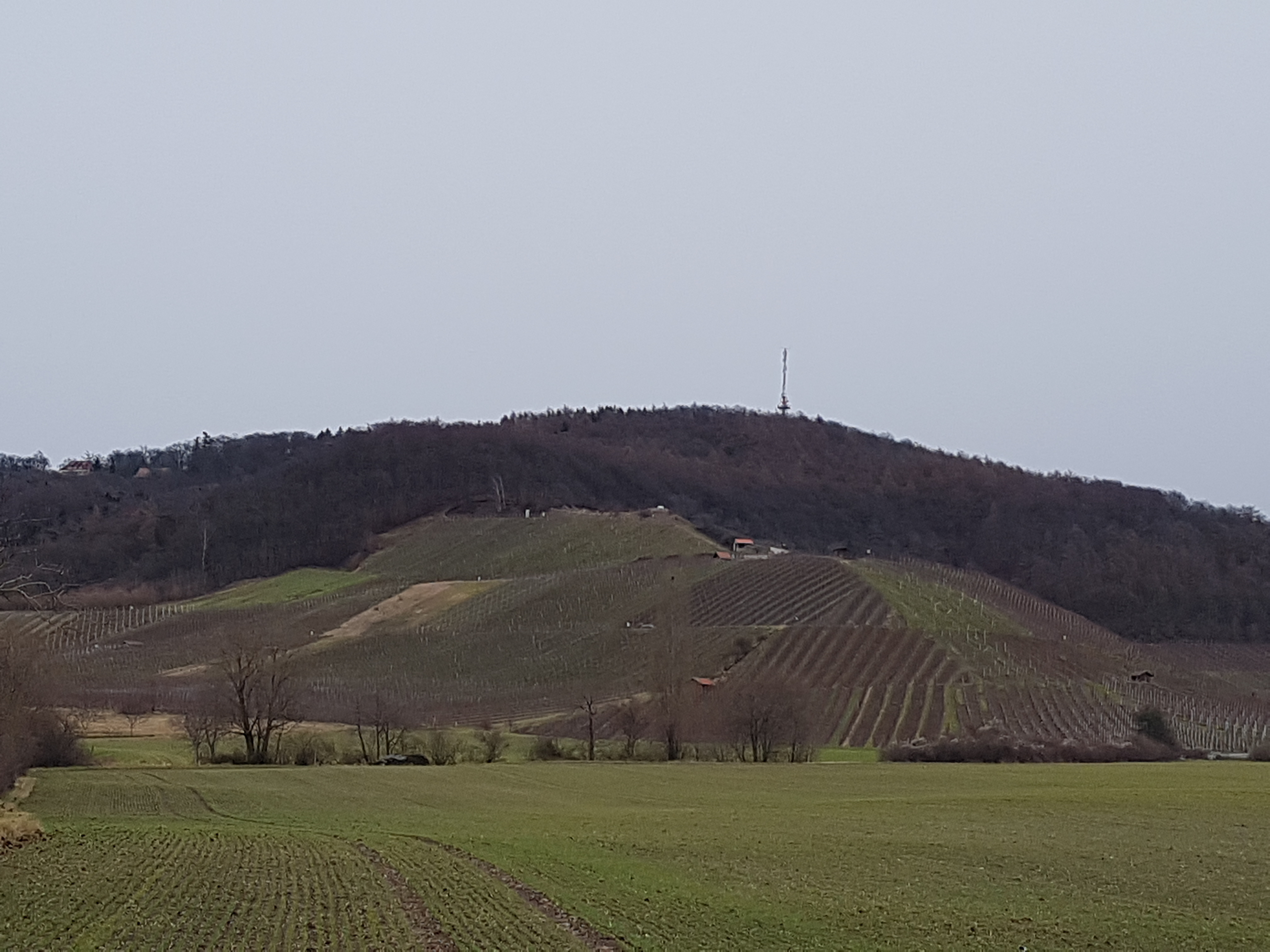
Friedrichsberg
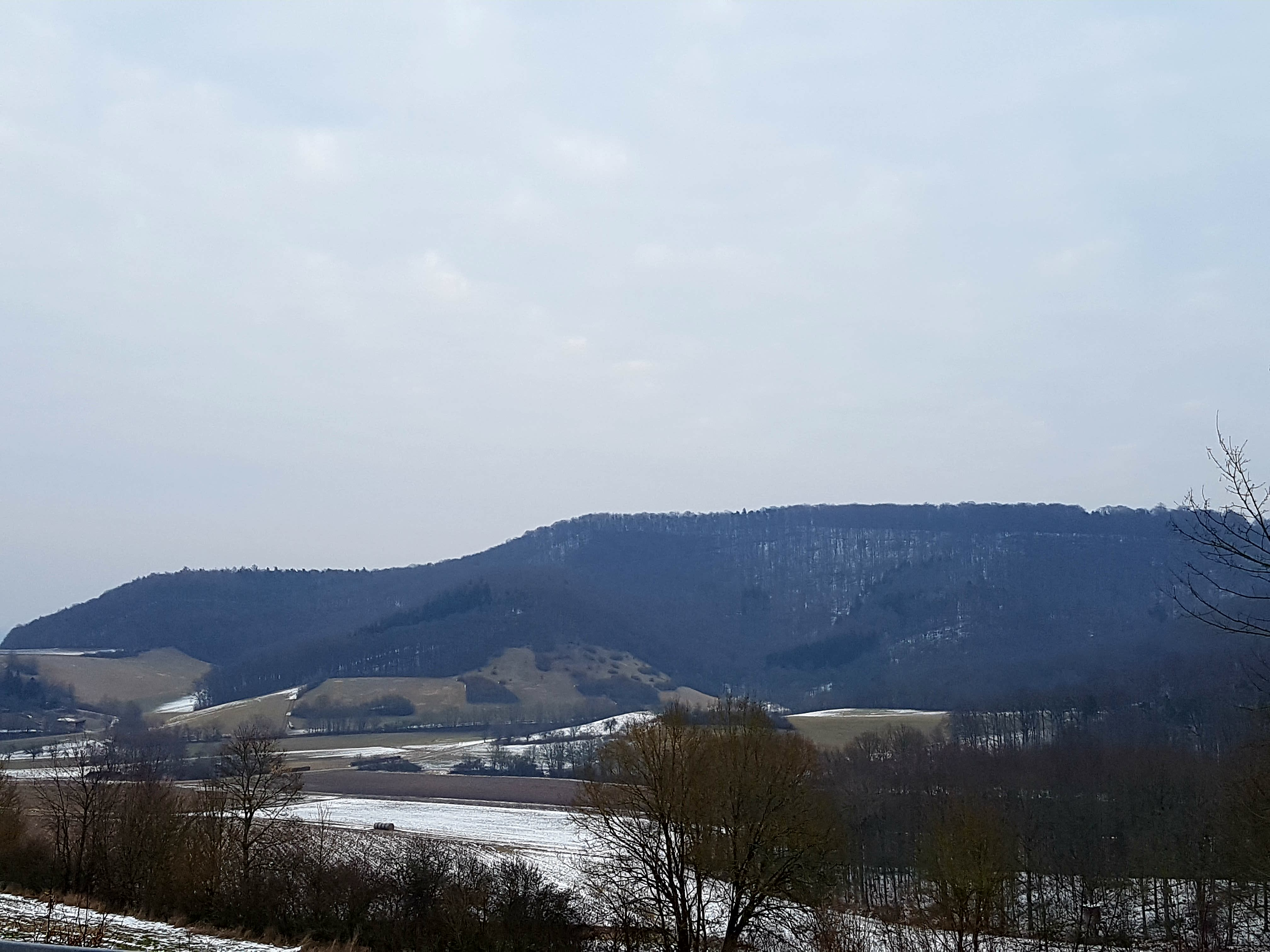
Großer Knetzberg
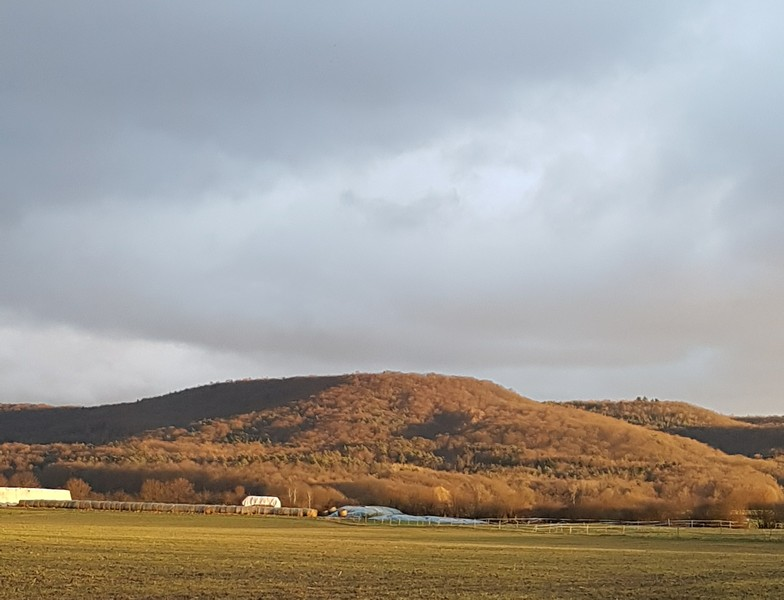
Rehhügel
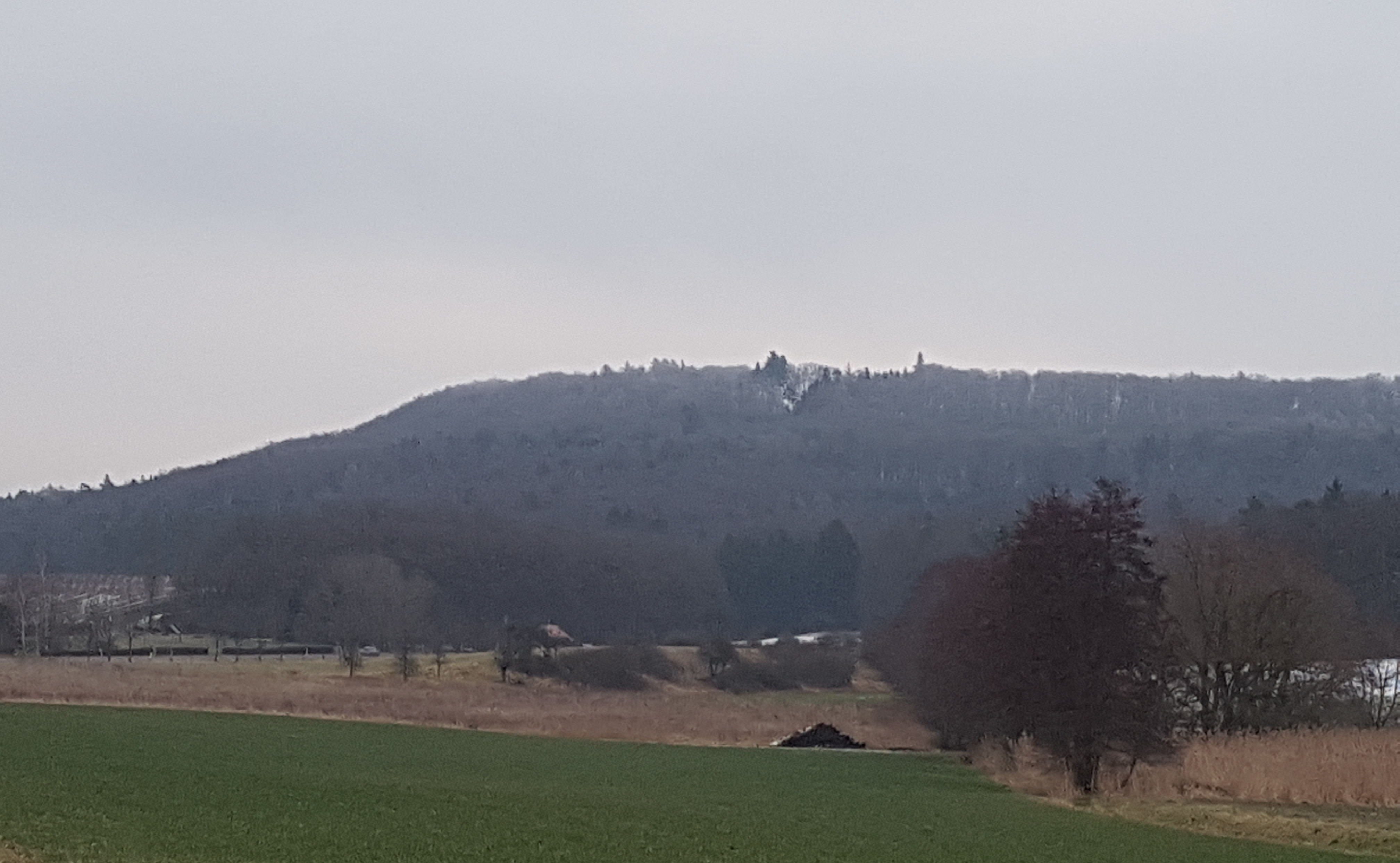
Schönberg

## Sehenswürdigkeiten

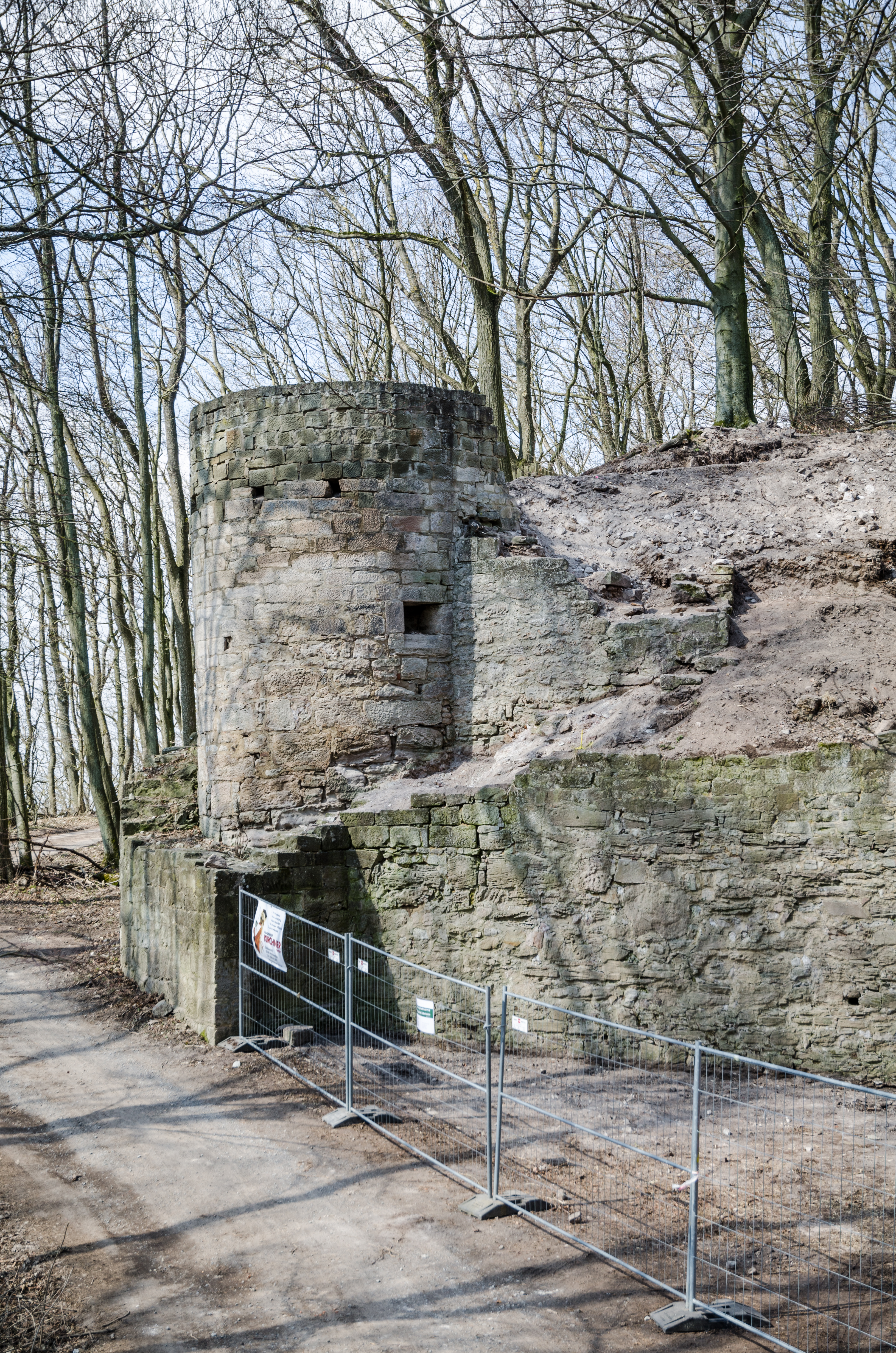
Burgruine Zabelstein
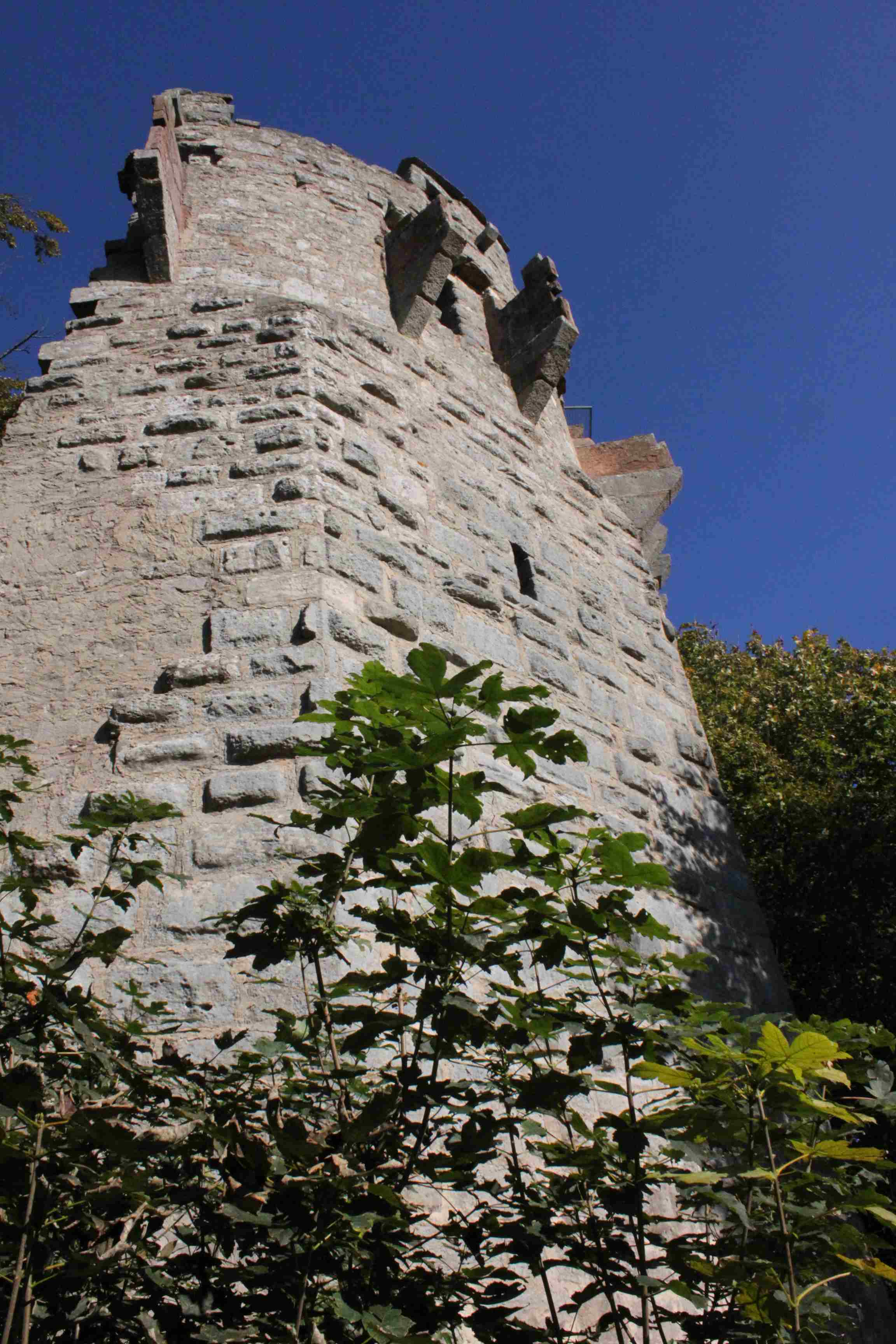
Burgruine Stollberg
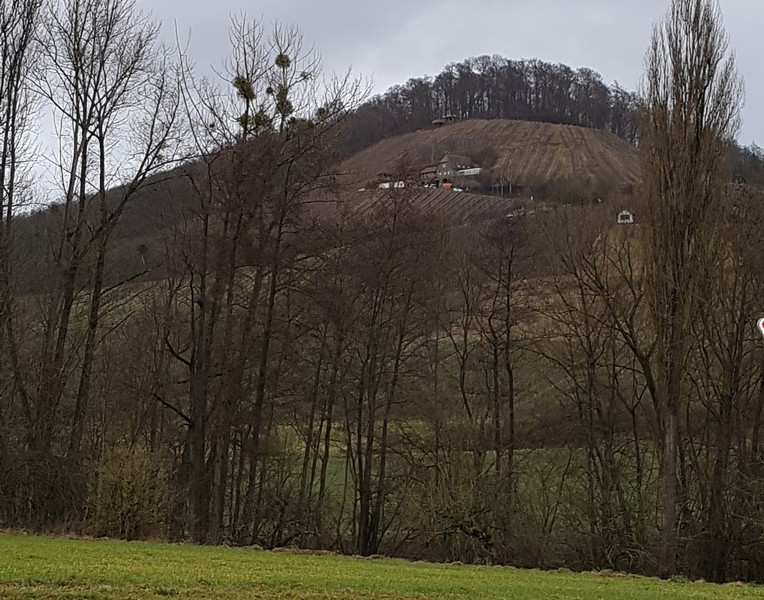
Stollberg, der höchste Weinberg Frankens. Am Berg befindet sich noch eine Aussichtsplattform.
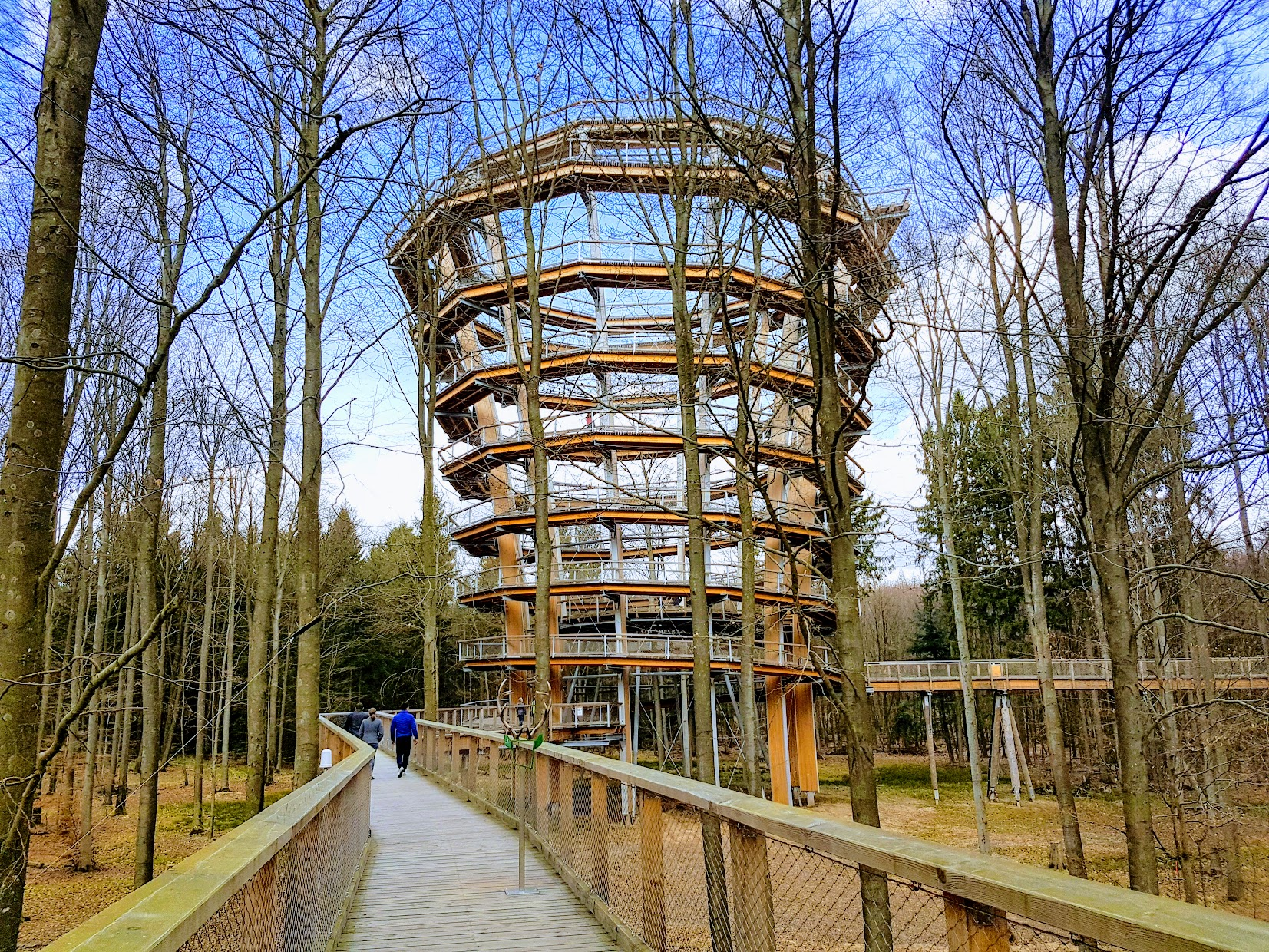
Baumwipfelpfad Ebrach
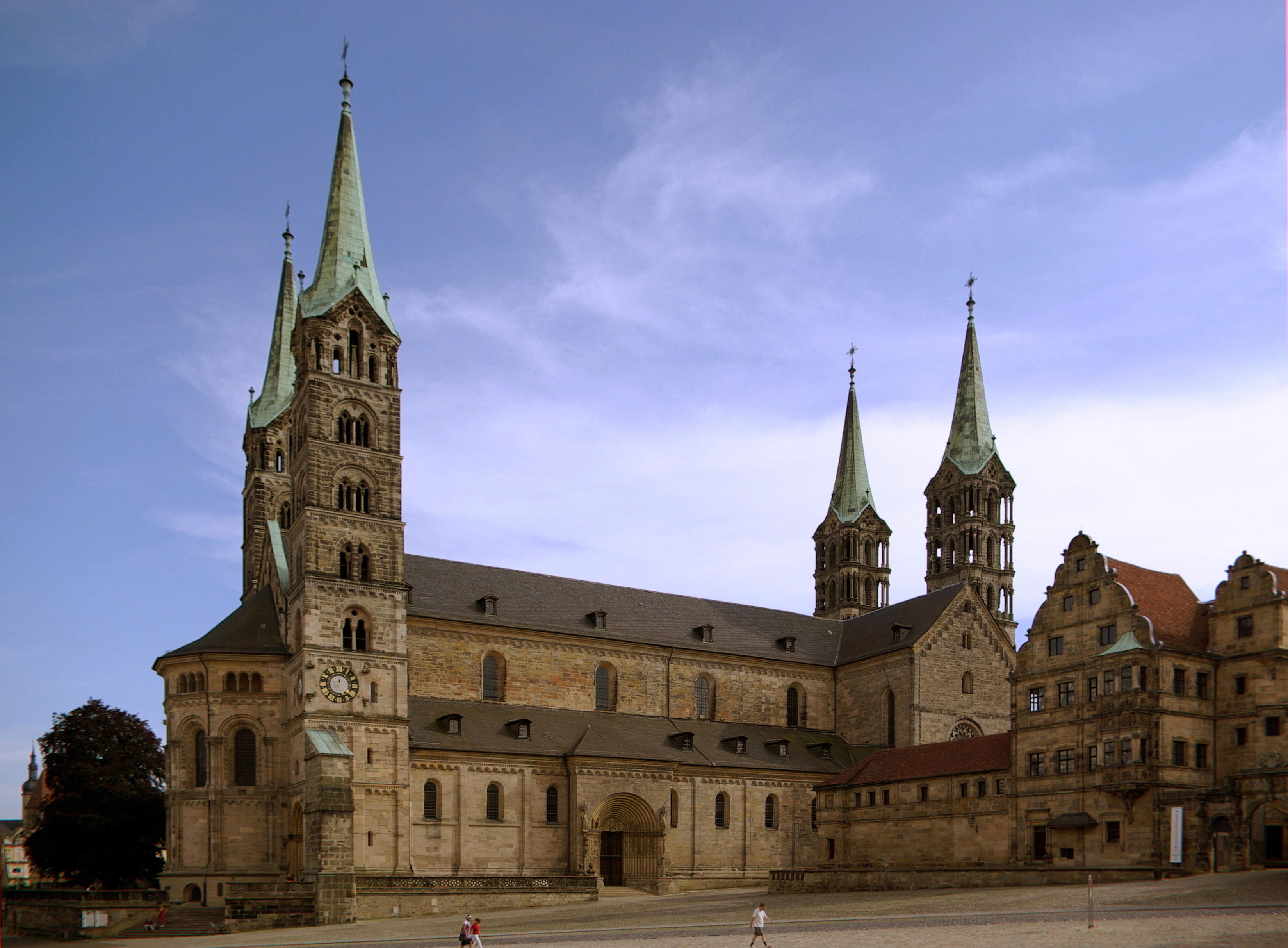
UNESCO-Welterbe Bamberg
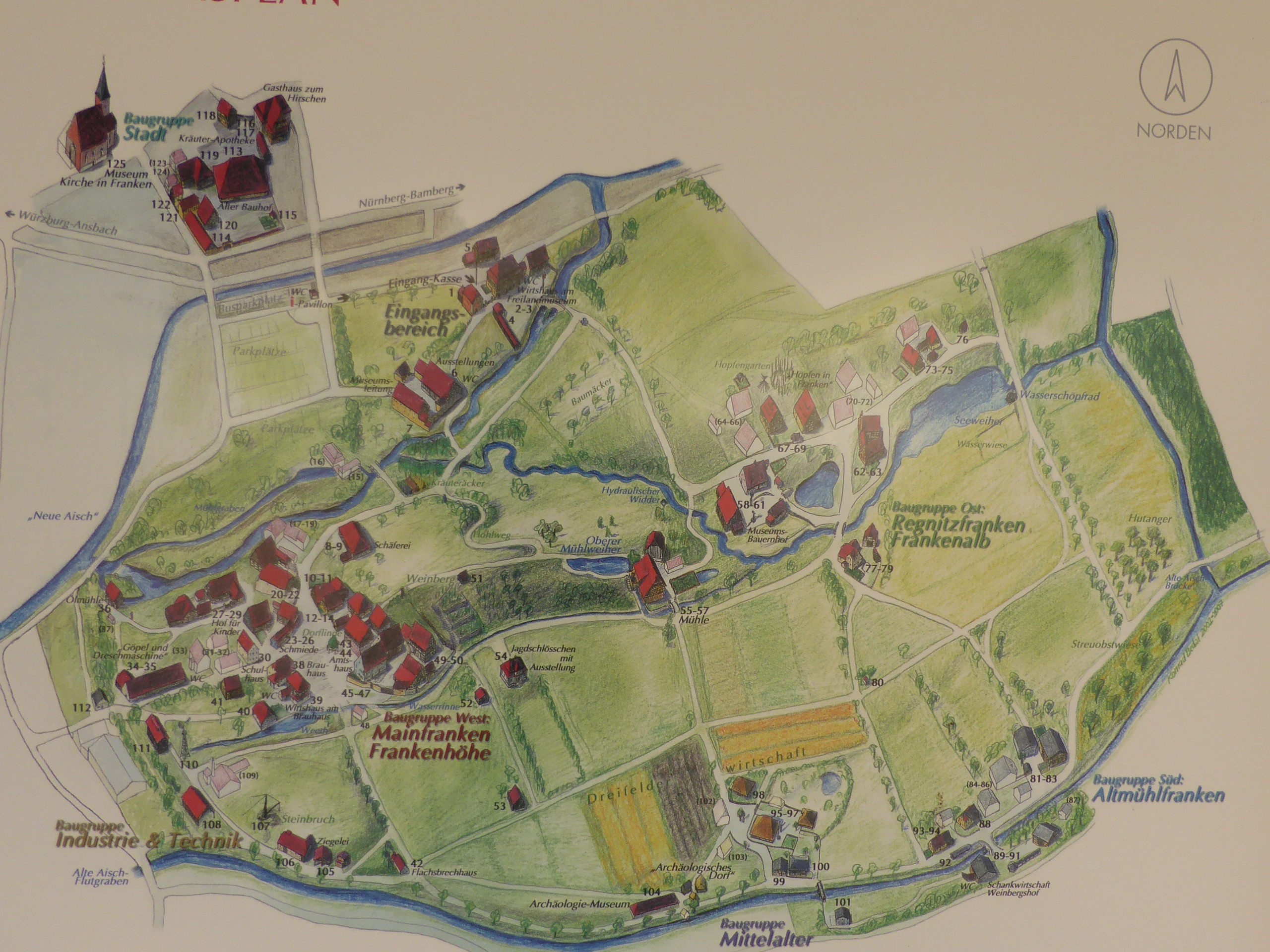
Freilandmuseum Bad Windsheim
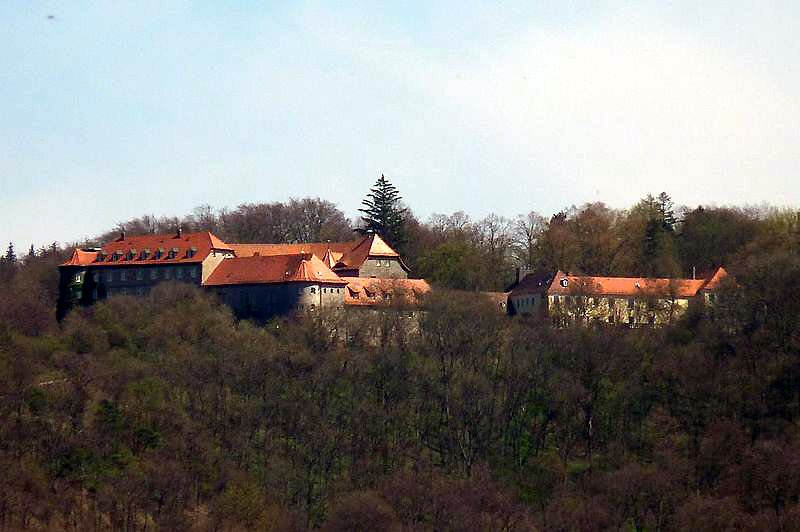
Schloss Schwanberg und Aussicht über Weinfranken
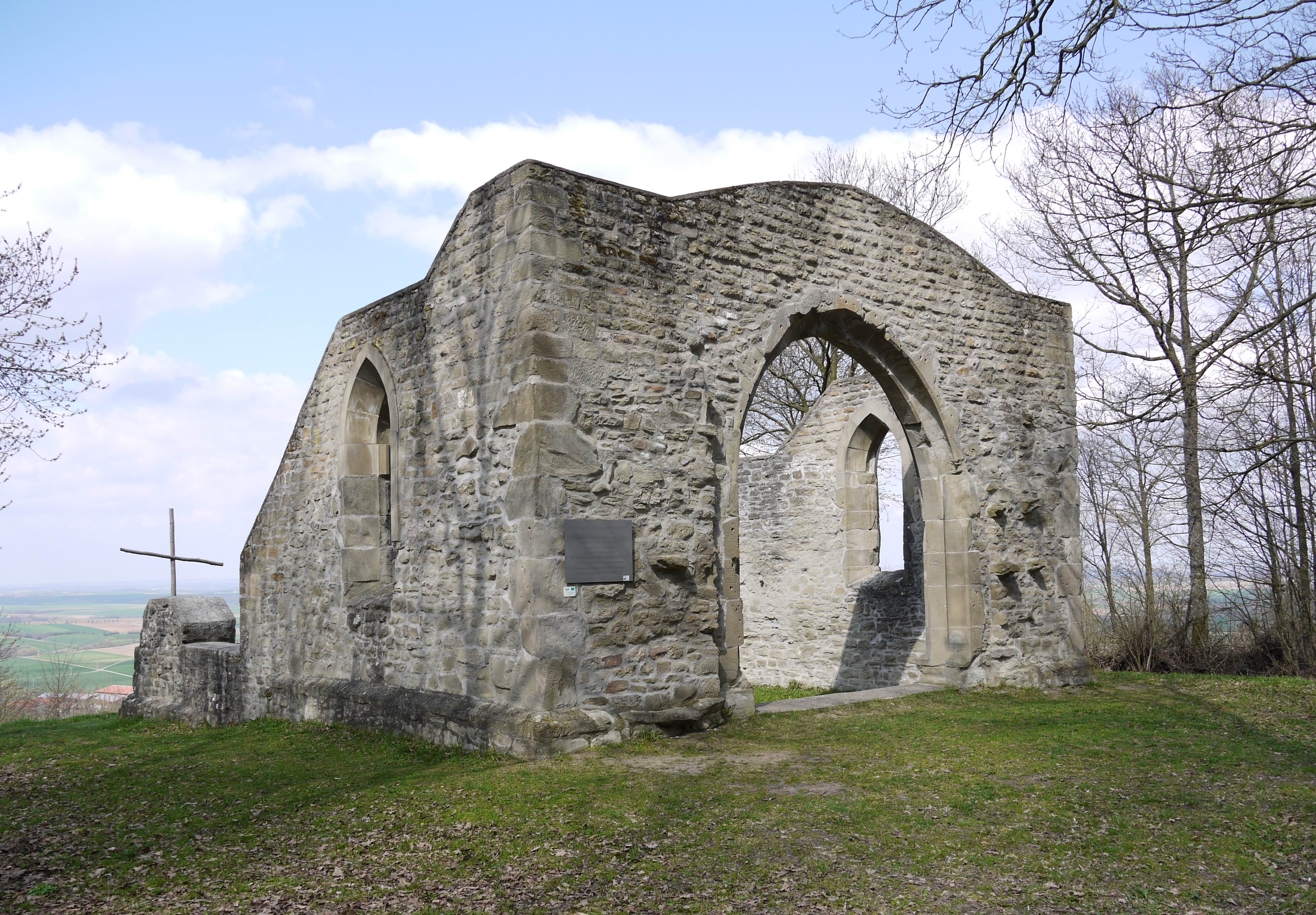
Kunigundenkapelle Bullenheim
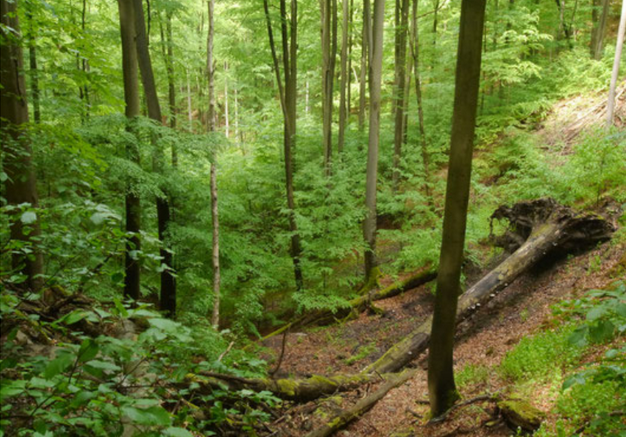
Naturwald Knetzberge-Böhlgrund

## Zertifikat
Seit Januar 2009 ist der Steigerwald-Panoramaweg zertifiziert als „Qualitätsweg Wanderbares Deutschland“.